# آن ماری نورلین
آن ماری نورلین (انگلیسی: Ann-Marie Norlin؛ زادهٔ ۷ سپتامبر ۱۹۷۹) بازیکن فوتبال اهل سوئد است.
از باشگاه‌هایی که در آن بازی کرده‌است می‌توان به دیوری گردن اشاره کرد.